# Dhilwan
Dhilwan là một thị xã và là một nagar panchayat của quận Kapurthala thuộc bang Punjab, Ấn Độ.

## Địa lý
Dhilwan có vị trí 31°31′B 75°21′Đ / 31,52°B 75,35°Đ Nó có độ cao trung bình là 219 mét (718 feet).

## Nhân khẩu
Theo điều tra dân số năm 2001 của Ấn Độ, Dhilwan có dân số 7980 người. Phái nam chiếm 52% tổng số dân và phái nữ chiếm 48%. Dhilwan có tỷ lệ 68% biết đọc biết viết, cao hơn tỷ lệ trung bình toàn quốc là 59,5%: tỷ lệ cho phái nam là 72%, và tỷ lệ cho phái nữ là 63%. Tại Dhilwan, 12% dân số nhỏ hơn 6 tuổi.